# Hyalaethea bivitreata
Hyalaethea bivitreata är en fjärilsart som beskrevs av George Francis Hampson 1909. Hyalaethea bivitreata ingår i släktet Hyalaethea och familjen björnspinnare. Inga underarter finns listade i Catalogue of Life.